# Culex boharti
Culex boharti är en tvåvingeart som beskrevs av Brookman och Robert Gatlin Reeves 1950. Culex boharti ingår i släktet Culex och familjen stickmyggor. Inga underarter finns listade i Catalogue of Life.